# Phyllanthus jaubertii
Phyllanthus jaubertii är en emblikaväxtart som beskrevs av Eugène Vieillard och André Guillaumin. Phyllanthus jaubertii ingår i släktet Phyllanthus och familjen emblikaväxter.
Artens utbredningsområde är Nya Kaledonien.

## Underarter
Arten delas in i följande underarter:
- P. j. brachypoda
- P. j. jaubertii